# 부산광역시립시민도서관
부산광역시립 시민도서관(釜山廣域市立市民圖書館)은 부산 부산진구 초읍동에 위치한 도서관이다. 고문헌 특성화 도서관으로 지정되어 있다.

## 연혁
1901년 10월 홍도회 부산지부 독서구락부 도서실로 개관했으나 1919년 부산부로 관할이 이전되어 공공도서관으로 전환함과 동시에 부산부립도서관으로 명칭을 변경했다. 광복 이후 부산시립도서관으로 명칭을 다시 변경하게 된다.
1963년 부산진구 부전동으로 건물을 신축이전한다. 1982년 부산직할시립 시민도서관으로 다시 명칭을 변경하고, 같은 해 4월에 부산광역시 부산진구 월드컵대로 462(초읍동) 현 건물로 다시 신축이전한다. 그 후 1995년 부산직할시가 부산광역시로 승격됨에 따라 도서관 명칭은 최종적으로 부산광역시립시민도서관이 되었다. 2005년 부산 APEC 정상회의 기간에는 조지 W. 부시 미국 대통령의 아내였던 로라 부시 여사가 방문하였다.

## 층별 구성
- 지하1층:구내식당/매점,시민소리숲
- 1층:안내데스크(물품보관실), 유아실, 어린이실, 고문헌실, 족보자료실, 아메리칸코너, 장애인정보누리터, 관장실, 도서관정책부, 총무과, 사서과
- 2층:어문학실, 인문사회과학실, 자연과학기술실, 열람과, 복사실, 역사관, 이동문고 사무실
- 3층:디지털자료실, 연속간행물실, 다문화자료실, 여자열람실, 동아리실, 배움1~3실휴게실
- 4층:성인열람실, 남자열람실, 옥외휴게실
- 5층:배움4실

## 참고 사항
- 도서대출: 1인 20권 2주(1개 공공도서관당 5권 이내)
- 회원정보공유: 1개의 통합도서회원증으로 부산지역 27개 공공도서관(분관 3개 포함), 인천 및 대구지역 사용 가능
- 타관자료반납: 통합도서회원은 대출한 도서를 회원정보공유 참여기관 어디에서나 반납 가능(타 지역은 택배비 부담)

## 정기휴관일
매월 마지막주 월요일, 법정공휴일, 신정, 설날 및 추석연휴

## 참조
1. ↑  부신광역시립 시민도서관